# سامي بلاك
سامي بلاك (بالإنجليزية: Sammy Black)‏ (18 أكتوبر 1905 في المملكة المتحدة - 1977 ببليموث في المملكة المتحدة) هو لاعب كرة قدم بريطاني (وحمل سابقاً جنسية المملكة المتحدة لبريطانيا العظمى وأيرلندا) في مركز جناح ‏. لعب مع كوينز بارك رينجرز ونادي بليموث أرجايل.